# 卅铺镇
卅铺镇，舊稱三十里铺，是中华人民共和国甘肃省庆阳市庆城县下辖的一个乡镇级行政单位。

## 行政区划
卅铺镇下辖以下地区：
卅铺社区、阜城村、王桥村、韩湾村、四十铺村、曹塬村、百步寺村、雷旗村、齐塬村、韩台村、卅铺村、廿铺村和十五铺村。